# Alfrēds Riekstiņš
Alfrēds Riekstiņš, född 30 januari 1913 i Matkule, Tukuma, död 11 september 1952 i Dreimani, Lettiska SSR, var en lettisk Unterscharführer i Waffen-SS.

## Biografi
Den 17 juni 1940 ockuperade Sovjetunionen Lettland. Denna ockupation följdes av Nazitysklands invasion i slutet av juni 1941.
År 1942 tog den då 29-årige Riekstiņš värvning i den nazityska 24:e Talsubataljonen för att kämpa mot ryssarna. I november 1943 sändes Riekstiņš och tusentals andra frivilliga lettiska män till fronten för att bekämpa Röda arméns vinteroffensiv. År 1945 utmärkte han sig vid försvaret av brohuvuden i Kurland och förärades med Riddarkorset av Järnkorset den 22 april 1945. När Heeresgruppe Kurland tvingades till kapitulation den 9 maj 1945, valde Riekstiņš att fly till Sverige och bosatte sig i Göteborg.
Riekstiņš ämnade senare återvända till Lettland för att där ingå i motståndsrörelsen mot Sovjetunionens annektering av landet. I början av 1950-talet värvades han av MI6, Storbritanniens underrättelsetjänst. Efter att ha avslutat sin träning i Tyskland flögs Riekstiņš tillsammans med två andra agenter in över Lettland den 30 augusti 1952. Riekstiņš förråddes dock av den kommunistiska spionkvartetten Cambridge Four och hans gömställe omringades den 11 september 1952 av soldater ur NKVD. Riekstiņš vägrade att ge sig och när han hade använt all sin ammunition begick han självmord genom att bita sönder en cyanidampull.

### Webbkällor
- ”Unterscharführer Alfreds Riekstins” (på tyska). Die Träger des Ritterkreuzes des Eisernen Kreuzes 1939–1945. Andreas Düfel. Arkiverad från originalet den 17 januari 2014. https://www.webcitation.org/6MgzRl6pa?url=http://www.das-ritterkreuz.de/index_search_db.php4?modul=search_result_det. Läst 17 januari 2014.